# Leonid Toptunov
Leonid Fedorovitx Toptunov (en ucraïnès: Леонід Федорович Топтунов) va ser un enginyer soviètic, que va ser l'enginyer en cap de control del reactor 4 de la Central Nuclear de Txernòbil la nit de l'accident.
Leonid Toptunov va néixer el 16 d'agost de 1960 a Mikolaїvka, a la província ucraïnesa de Sumi. El 1983 es va graduar a l'Institut d'Enginyeria Energètica de Moscou, amb un grau especialitzat en enginyeria de centrals nuclears. El març de 1983, Toptunov va entrar a treballar a la Central Nuclear de Txernòbil. Va treballar com a enginyer de control d'unitats i enginyer sènior de control de reactors.

## Accident de Txernòbil
La nit del 26 d'abril de 1986, Leonid Toptunov estava treballant a la sala de control del panell de control del reactor, amb Aleksandr Akímov. Durant l'accident, va ser exposat a una dosi de radiació de 700 rem. Va morir per síndrome d'irradiació aguda el 14 de maig de 1986, i va ser enterrat al Cementiri de Mítino de Moscou. El 2008, Toptunov va ser guardonat pòstumament amb l'Orde del Coratge de 3r grau pel govern d'Ucraïna.

## Sèries i documentals
El personatge de Toptunov va ser interpretat per l'actor Volodya Stepanenko a la sèrie Zero Hour: Disaster At Chernobyl (2004), per Michael Colgan en el docudrama de la BBC Surviving Disaster (2006) i per Robert Emms a la minisèrie d'Sky/HBO Chernobyl (2019).